# Eleni Torossi
Eleni Torossi (griechisch Ελένη Τορόση) (* 7. April 1947 in Athen; verheiratet Eleni Torossi-Brinkmann; † 9. Oktober 2022 ebenda) war eine griechisch-deutsche Schriftstellerin. Sie wurde sowohl als Schriftstellerin als auch durch ihre Hörfunkbeiträge bekannt.

## Leben
Torossi verließ ihre Heimat Athen während der Militärdiktatur und lebte seit 1968 in München. Dort studierte sie Politikwissenschaften an der Hochschule für Politik. Sie begann 1971 für den Bayerischen Rundfunk zu schreiben und verfasste Reportagen und Kulturbeiträge.
Bekannt wurde sie vor allem für ihre Hörspiele für Kinder. Sie schrieb Geschichten für Kinder und Jugendliche zu den Themenkreisen „Leben in der Fremde“ und „Leben mit Fremden“. Ihr erster Roman Tanz der Tintenfische erschien 1986.
Eleni Torossi schrieb sowohl deutsch als auch griechisch und wurde 2006 mit dem Civis – Europas Medienpreis für Integration der ARD ausgezeichnet. Am 5. Mai 2009 wurde sie für ihre Verdienste im Rahmen der interkulturellen Vermittlungen mit dem Bundesverdienstkreuz am Bande geehrt. Am 9. Oktober 2022 starb sie im Alter von 75 Jahren in Athen.

## Auszeichnungen und Ehrungen
- 1986: 1. Preis im Schreibwettbewerb der Universität Trier
- 1996: Literaturstipendium der Stadt München für den Entwurf des Kinderromans Gangster, Dollars und Kojoten
- 1996: 3. Preis im Schreibwettbewerb des Süddeutschen Rundfunks
- 1999: Ehrenauszeichnung des Griechischen Kinderbuchkreises in Athen für das Buch: Elefanten und Knopflöcher in griechischer Sprache
- 2006: Civis – Europas Medienpreis für Integration der ARD
- 2009: Bundesverdienstkreuz am Bande

## Werke
Bücher in deutscher Sprache:
- Tanz der Tintenfische. Neuer Malik Verlag 1986; Rowohlt 1989; Engl & Lämmel Verlag Holzkirchen 1998, 128 S., ISBN 3-9804072-8-4
- Paganinis Traum. Märchen und Fabeln. Neuer Malik Verlag 1988; Engl & Lämmel Verlag 1998; Holzkirchen, 136 S., ISBN 3-9804072-7-6
- Die Papierschiffe. Edition Toni Pongratz, Hauzenberg 1990, ISBN 3-923313-66-7
- Gangster, Dollars und Kojoten. Engl & Lämmel Verlag, Holzkirchen 1999, 168 S., ISBN 3-9804072-9-2.
- Kleine Worte, große Worte – Eleni Torossi im Gespräch mit zeitgenössischen griechischen Autoren. Romiosini, Köln 2001, 249 S., ISBN 3-929889-58-7
- Zauberformeln, Erzählungen. Zweisprachig, Romiosini, Köln 1998, 97 S., ISBN 3-923728-67-0
- Warum Tante Iphigenia mir einen Koch schenke: Geschichten meiner griechischen Familie. LangenMüller, München 2009, 160 S., ISBN 3-784431-96-8
- Als ich dir zeigte, wie die Welt klingt. LangenMüller, München 2014, 269 S., ISBN 978-3-7844-3356-1

Bücher in griechischer Sprache:
- To óniro tou Paganini (Paganinis Traum). Exandas Athen 1993, 134 S., ISBN 960-256-145-9
- Koumpótripes ke eléfantes (Knopflöcher und Elefanten). Patakis, Athen 1998, 94 S., ISBN 960-600-588-7
- O Melánios Trechantíras taxithévi (Melanios Trechantiras auf Reise). Patakis, A-then 2001, 116 S., ISBN 960-378-972-0
- To théndro me ta kechrimbária (Der Bernsteinbaum). Kastor, Athen 2001, ISBN 960-7906-30-6
- To violi tou Paganini (Paganinis Geige). Kastor, Athen 2002, ISBN 960-7906-47-0
- Die Ballade von den Orangen. Exandas, Athen 2003, ISBN 960-256-530-6
- Ein Fisch im Kakao. Patakis 2009, ISBN 978-960-16-3316-9
- Julchen und Romeo. Patakis 2010, ISBN 978-960-16-3219-3

### Herausgeberschaft
- Freihändig auf dem Tandem. Literarische Texte von 30 Frauen aus 11 Ländern. Neuer Malik Verlag, Kiel 1985, 160 S., ISBN 3-89029-155-4
- Begegnungen, die Hoffnung machen. Mit Anetta Kahane, Herder Verlag, Freiburg 1993, 222 S., ISBN 3-451-04236-3